# 10.000 noches en ninguna parte
10.000 noches en ninguna parte es una película española escrita y dirigida por Ramón Salazar, protagonizada por Andrés Gertrúdix, Lola Dueñas, Najwa Nimri y Susi Sánchez. Se estrenó en España el 9 de mayo de 2014. Es el tercer largometraje de su director, tras Piedras en 2002 y 20 centímetros en 2005. 

## Argumento
El protagonista (Andrés Gertrúdix) que acaba de cumplir 27 años (o diez mil noches) vive con su hermana (Rut Santamaría) atendiendo a su madre (Susi Sánchez) enferma de alcoholismo en un ambiente cada vez más enrarecido. Pero esta solo es una de las tres vidas paralelas que vive el personaje principal, ya que en París se reencuentra con su amiga imaginaria de la infancia (Lola Dueñas) y en Berlín comparte piso con el singular trío que forman otros tres personajes (Najwa Nimri, Paula Medina y Manuel Castillo).

## Reparto principal
- Andrés Gertrúdix es el hijo.
- Lola Dueñas es la amiga.
- Najwa Nimri es Claudia.
- Susi Sánchez es la madre.
- Rut Santamaría es la hermana.
- Manuel Castillo es León.
- Paula Medina es Ana.

## Nominaciones
Premios Goya
| Año  | Categoría                              | Resultado |
| ---- | -------------------------------------- | --------- |
| 2013 | Mejor actriz de reparto (Susi Sánchez) | Nominada  |

Premios de la Unión de Actores
| Año  | Categoría                              | Resultado |
| ---- | -------------------------------------- | --------- |
| 2013 | Mejor actriz de reparto (Susi Sánchez) | Ganadora  |